# Есмеральдас (провінція)
Есмеральдас (ісп. Esmeraldas) — провінція на північному заході Еквадору, розташована в Прибережному регіоні країни. Адміністративний центр — місто Есмеральдас.
Есмеральдас — місце проживання більшості афроеквадорців.

## Адміністративний поділ

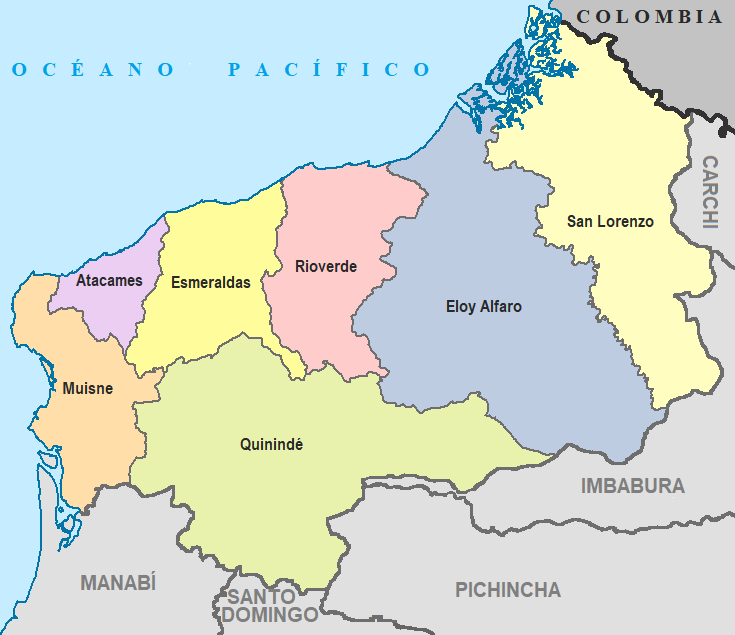
Кантони провінції Есмеральдас.

Провінція поділяється на 8 кантонів. Нижче приведена порівняльна таблиця:
| № | Кантон       | Населення, чел. (2001) | Площа, км² | Адм. центр   |
| - | ------------ | ---------------------- | ---------- | ------------ |
| 1 | Атакамес     | 30 267                 | 511        | Атакамес     |
| 2 | Елой-Альфаро | 33 403                 | 4 302      | Вальдес      |
| 3 | Есмеральдас  | 157 792                | 1 351      | Есмеральдас  |
| 4 | Ла-Конкордія |                        |            | Ла-Конкордія |
| 5 | Мусне        | 25 080                 | 1 265      | Мусне        |
| 6 | Кінінде      | 88 337                 | 3 855      | Кінінде      |
| 7 | Ріо-Верде    | 22 164                 | 1 506      | Ріоверде     |
| 8 | Сан-Лоренсо  | 28 180                 | 3 106      | Сан-Лоренсо  |